# Estação Biológica La Gamba
A estação biológica La Gamba, localizada na floresta tropical dos austríacos em Costa Rica, é um posto de investigação, aprendizagem e formação complementar, e cujo principal objectivo é contribuir para a investigação da floresta tropical, despertar interesse pela investigação e conservação da floresta, bem como oferecer a possibilidade a pessoas menos informadas e pessoas com interesse pela natureza de saber mais sobre a natureza e a floresta tropical.

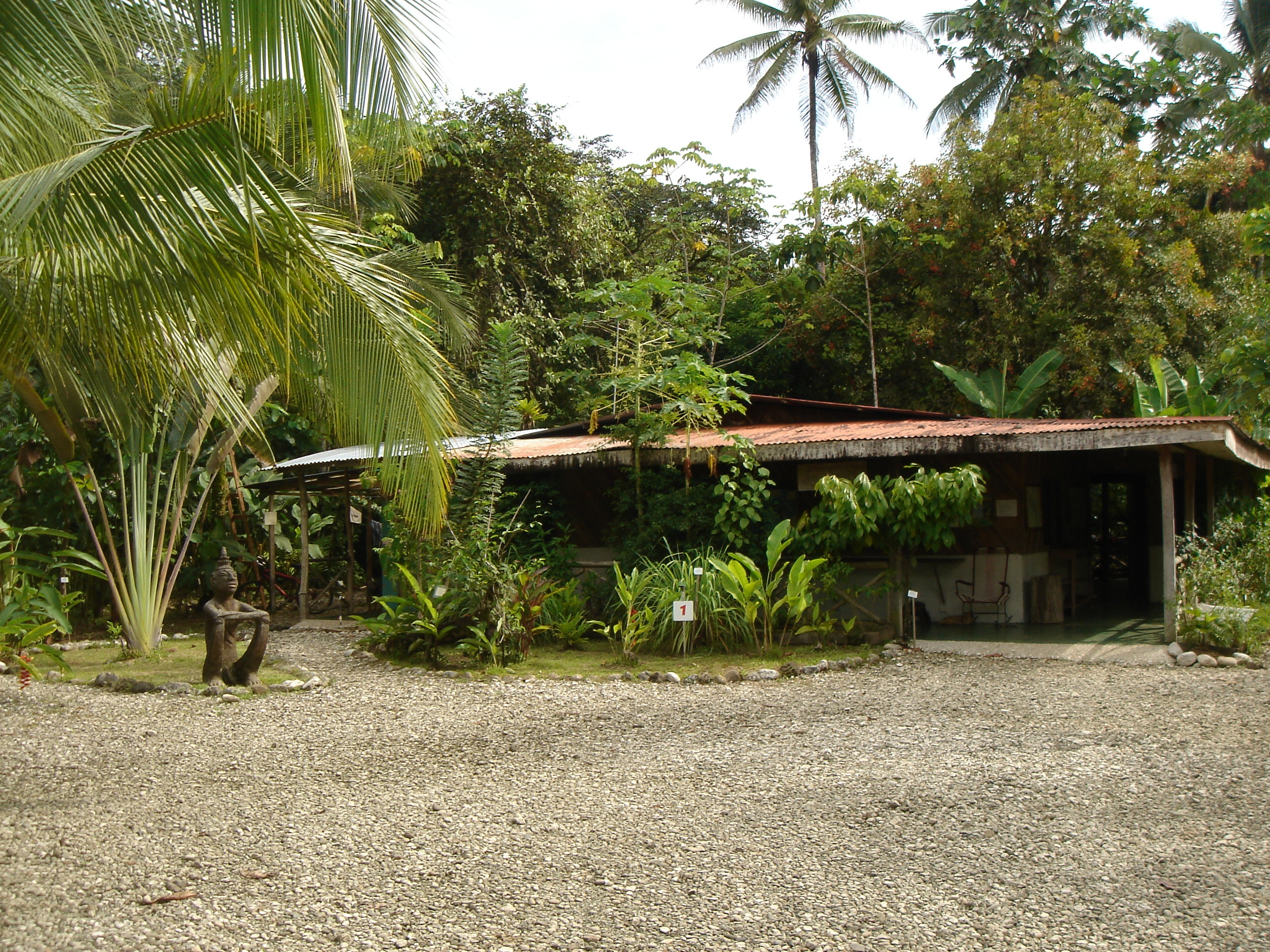
Estação biológica La Gamba, Costa Rica

## A estação biológica
A estação fica no sul de Costa Rica, na floresta tropical dos austríacos, à beira do parque nacional de Piedras Blancas. Este parque, com uma enorme variedade de espécies florestais, abrange 142km2 e foi protegido do desflorestamento pelo esforço da associação austríaca “Verein Regenwald der Österreicher”. Com o passar do tempo, a primeira cabana de chapa ondulada, que foi comprada em 1993, foi transformada na estação biológica de hoje pelos biólogos Werner Huber e Anton Weissenhofer com o apoio da Universidade de Viena e da associação “Verein Regenwald der Österreicher”. Actualmente, a estação possui vários prédios, equipamento científico e um jardim botânico.
A estação biológica apresenta como objectivo proteger uma das últimas florestas litorais na costa pacífica na América Central e apresenta aos estudantes, cientistas e interessados, uma base ideal, não só para explorar e investigar a floresta, mas também para aprofundar os seus conhecimentos sobre a natureza. Além disso, qualquer informação extra que a população local queria obter, pode dirigir-se à estação, que tenta transmitir uma atitude positiva na protecção da floresta.
Desde há muitos anos que os trabalhadores da estação biológica se empenham em ajudar no desenvolvimento da região. Deste modo, por exemplo, os lenhadores foram instruídos para a  protecção da floresta e do parque nacional.
Desde 2007 que se pode cumprir o Serviço Social Austríaco no Estrangeiro nesta estação.

## Publicações
- Albert R., W. Hödl, W. Huber, M. Ringler, P. Weish & A. Weissenhofer (eds.). 2005: The Amphibians & Reptiles of the Golfo Dulce Region, Costa Rica - Corcovado Nationalpark, Piedras Blancas Nationalpark "Regenwald der Österreicher". Verein zur Förderung der Tropenstation La Gamba, Vienna. Aprox. 60 páginas.
- Dolezel M., W. Huber, W. Niel, S. Ölzant, A. Weber & A. Weissenhofer (eds.). 2002: Helikonien und Kolibris - der Regenwald der Österreicher in Costa Rica - Ausstellungskatalog, Verein zur Förderung der Tropenstation La Gamba, Vienna. Aprox. 60 páginas.
- Sauberer N., G. Tebb, W. Huber & A. Weissenhofer (eds.). 2007: The birds of the Golfo Dulce region, Costa Rica - Corcovado Nationalpark, Piedras Blancas Nationalpark "Regenwald der Österreicher". Verein zur Förderung der Tropenstation La Gamba, Vienna. Aprox. 60 páginas.
- Sehnal P. & H. Zettel (eds.) 1996: Esquinas Nationalpark. Der Regenwald der Österreicher in Costa Rica - Wien: Naturhist. Mus. Wien.
- Weber A., W. Huber, A. Weissenhofer, N. Zamora & G. Zimmermann. 2001: An introductory Field Guide to the Flowering Plants of the Golfo Dulce Rainforests - Corcovado Nationalpark and Piedras Blancas Nationalpark ("Regenwald der Österreicher"), Linz: OÖ Landesmuseum, Stapfia 78: 465pp and plates. (seven scientific papers from University of Vienna).
- Weissenhofer A., W. Huber, T. Koukal, M. Immitzer, E. Schembera, S. Sontag,N. Zamora & A. Weber. 2008: Ecosystem diversity in the Piedras Blancas National Park and adjacent areas (Costa Rica), with the first vegetation map of the area - 36 páginas com mapa no formato A2, inglês, abstract espanhol. Excerto de: Natural and Cultural History of the Golfo Dulce Region, Costa Rica, Linz: OÖ Landesmuseum, Stapfia 88.
- Weissenhofer A., W. Huber, V. Mayer, S. Pamperl, A. Weber & G. Aubrecht (Hrsg.) 2008: Natural and Cultural History of the Golfo Dulce Region - Costa Rica, Linz: OÖ Landesmuseum, Stapfia 88: 768 pp. (64 scientific papers).
- Huber W., A. Weissenhofer, R. Roitinger, G. Bruckmüller, S. Wahlhütter, R. Albert & F. Schoberleitner. 2009: Das Leben hier und dort - La vida aquí y allá. La Gamba, ein Dorf in Costa Rica; Weibern, ein Dorf in Österreich. - Verein zur Förderung der Tropenstation La Gamba, Vienna. 58 páginas, alemão e espanhol.
- Huber W., D. Schaber, A. Weber & A. Weissenhofer (eds.). 2009: Fruits in Costa Rican Markets - Verein zur Förderung der Tropenstation La Gamba, Vienna. 112 páginas, inglês.